# Пролив Д’Антркасто
Пролив Д’Антркасто (англ. D'Entrecasteaux Channel) — пролив у юго-восточного побережья острова Тасмания, отделяющий его от острова Бруни. Как и остров Бруни, пролив был назван в честь французского мореплавателя Жозефа Антуана де Брюни д’Антркасто, экспедиция которого исследовала его в 1792 году.

## История
Голландский мореплаватель Абель Тасман во время своей экспедиции 1642 года видел вход в этот пролив, но полагал, что это не пролив, а залив. Пролив был более детально исследован в 1792 году экспедицией французского мореплавателя Жозефа Антуана де Брюни д’Антркасто.

## География

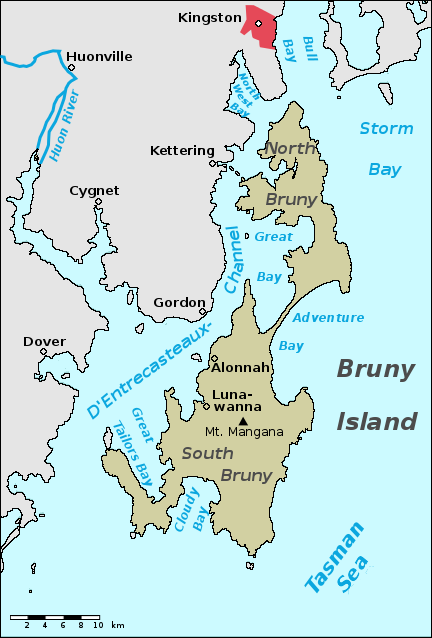
Расположение пролива

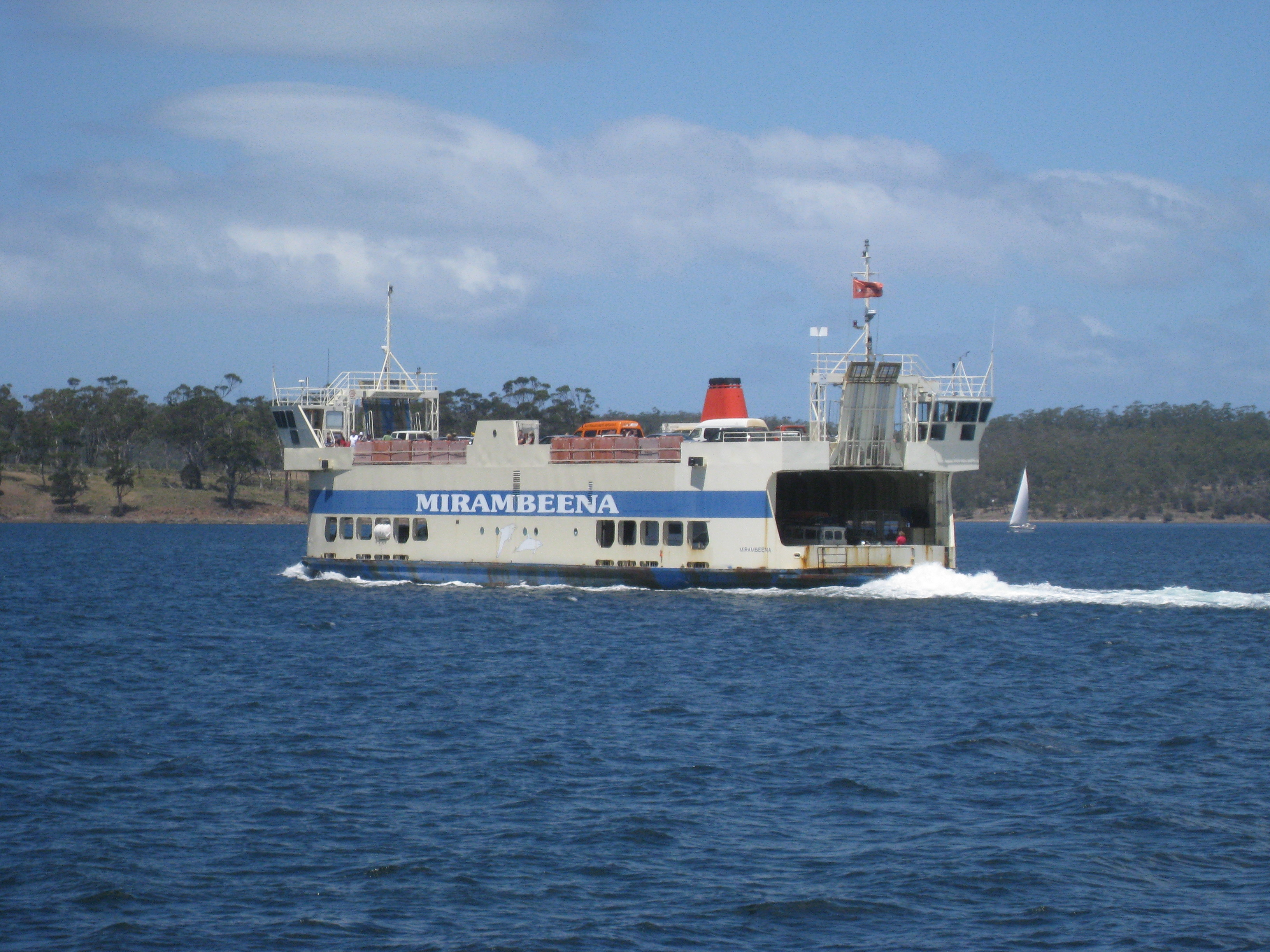
Паром, курсирующий через пролив

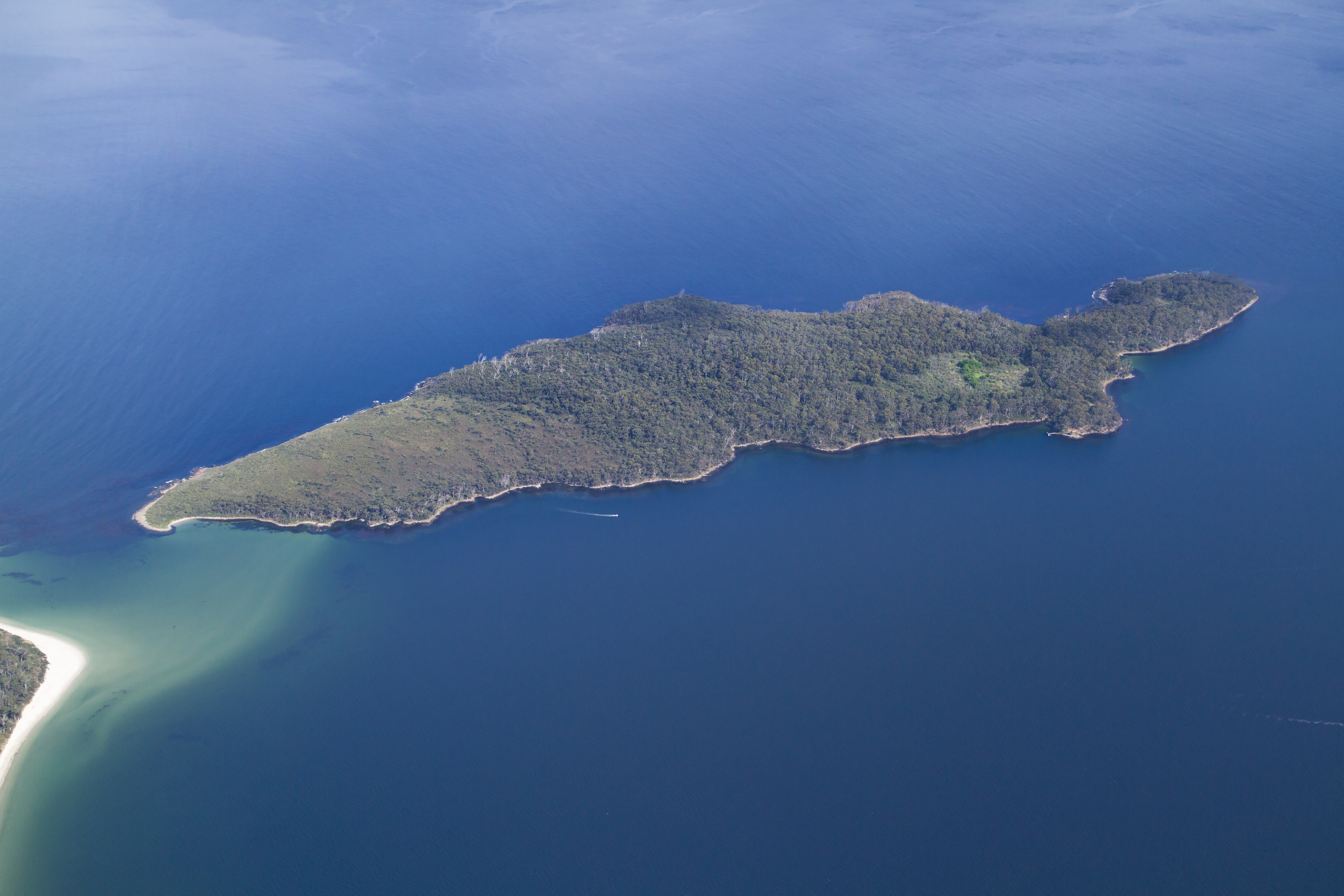
Остров Партридж в южной части пролива

На севере пролив Д’Антркасто начинается рядом с местом впадения эстуария реки Деруэнт в залив Сторм. Ближе к южной оконечности пролива он соединяется с эстуарием реки Хьюон, а затем — с Тасмановым морем. Длина пролива — около 55 км.
В проливе Д’Антркасто есть несколько островов: Партридж (Partridge Island, у южной оконечности острова Бруни), Хьюон (Huon Island, у входа в эстуарий реки Хьюон), Сателлайт (Satellite Island, у южной части острова Бруни), Грин (Green Island, напротив бухты Грейт-Бей), Снейк (Snake Island, у северной части острова Бруни) и другие.
Севернее эстуария реки Хьюон у западного побережья пролива находится ряд населённых пунктов — Снаг (Snug), Маргейт (Margate), Кеттеринг (Kettering), Вудбридж (Woodbridge), Флауэрпот (Flowerpot), Мидлтон (Middleton) и Гордон (Gordon). Все они расположены на автомобильной дороге  Чаннел-Хайвей (Channel Highway), идущей вдоль побережья. От Кеттеринга через пролив Д’Антркасто функционирует паромная переправа Bruny Island Ferry на северную часть острова Бруни. В Гордоне у берега пролива находится посвящённый д’Антркасто монумент, который был открыт в феврале 1938 года.
На восточном побережье пролива, в южной части острова Бруни, расположены посёлки Алонна и Лунаванна.
Южнее эстуария реки Хьюон у западного побережья пролива есть ещё два населённых пункта: Довер (Dover), который находится в глубине бухты Порт-Эсперанс (Port Esperance), и Саутпорт, расположенный на одноимённой бухте рядом с выходом пролива в Тасманово море. Довер и Саутпорт находятся на автомобильной дороге  Хьюон-Хайвей (Huon Highway), которая соединяет их с Хьюонвиллем и далее с Хобартом.

## Рыбная ловля
Пролив и примыкающие к нему бухты являются популярным местом для рыбной ловли. В водах пролива водятся треска, австралийский лосось, сёмга, форель, барракута, лещ, щука, окунь, а также некоторые представители плоскоголововых, морвонговых и кефалевых рыб. Иногда в пролив заходят австралийские куньи акулы. Также есть кальмары.